# Exèrcit macedoni
L'exèrcit macedoni del Regne de Macedònia és considerat com un dels millors exèrcits de lleva de l'Antiguitat. Instrument de la conquesta de l'antiga Grècia, en el regnat de Filip II de Macedònia, després de l'Orient en el regnat d'Alexandre Magne, és el model sobre el qual es van formar els exèrcits dels regnes hel·lenístics, sobretot els dels selèucides i làgides, als segles iii i II aC. La seva dominació va acabar amb la conquesta romana, que va demostrar la superioritat de la legió sobre la falange macedònia a la batalla de Pidna el 168 aC, finalitzant la Tercera Guerra Macedònica.
Les innovacions militars, tant en les armes com en les tàctiques, dutes a terme per Filip II van forjar l'exèrcit que va conquerir un imperi. Va convertir la guerra i el combat en un estil de vida pels macedonis, els qui fins llavors havien considerat l'exèrcit com una ocupació a temps parcial per exercir-la fora de la temporada agrícola. En introduir l'exèrcit com una ocupació a temps complet, Filip va poder entrenar als seus homes amb regularitat, cimentant la unitat i la cohesió. Aquest va crear una de les millors màquines militars que Àsia o Grècia havien vist mai, gràcies a la suma de temps i esforç invertit tant en maniobres com en innovacions militars.
Les innovacions tàctiques incloïen un ús més eficaç de la tradicional falange grega, com dels atacs coordinats, en primer lloc, la combinació d'armes i les tàctiques militars entre les seves unitats d'infanteria de la falange, cavalleria, arquers i armes de setge. Les armes introduïdes eren la sarisa, un tipus de pica llarga de pes equilibrat, que va aportar molts avantatges, ofensives i defensives, per a la infanteria macedònia en particular, i per a l'exèrcit combinat en general.
Els exèrcits creats per Filip comprenien una amalgama de diferents forces. Macedonis i altres grecs (especialment de Tessàlia), així com una àmplia gamma de mercenaris de l'altre costat del mar Egeu. Després del 338 aC, molts dels nous reclutes de Filip per a la seva planejada invasió de Pèrsia van venir de totes les parts del món grec i dels Balcans, encara que la major part de l'exèrcit el constituïen els macedonis.

## Composició
L'exèrcit dels reis macedonis estava compost de soldats-ciutadans (en grec antic πολιτικοὶ στρατιῶται, politikoì stratiỗtai), de mercenaris reclutats amb contracte a curt o a llarg termini, i de tropes aliades. L'exèrcit cívic, considerat com el millor del món grec, constava de dos components diferents amb Filip: d'una part, un nucli de tropes professionals que formaven la guàrdia reial, que comprenia una infanteria, els pezétairoi (en grec antic πεζέταιροι), més tard denominats (en grec antic ὑπασπισταὶ, hypaspistaì) «hipaspistes», l'última denominació del qual va ser (en grec antic ἀργυράσπιδες, arguràspides) argiràspides; i finalment els «peltastes») (en grec antic πελτασταὶ, peltastaì), i una cavalleria (en grec antic βασιλικαὶ ἶλαι, basilikaì ĩlai), reclutats en el conjunt de Macedònia, i d'una altra part, una important reserva mobilitzada sobre una base territorial, segons les necessitats.
Els mercenaris eren contractats personalment pels reis, mitjançant acords internacionals que ells podien concloure, mentre que eren els únics representants de l'Estat facultats per conduir les relacions amb les potències estrangeres.
L'exèrcit estava sota el comandament de generals (strategoi) i amb freqüència estava format per divisions (morai), dirigides per ells, així com per les unitats (taxeis) d'infanteria. El graó següent dels oficials (hegemones) estava ocupat pels aristòcrates macedonis, de la regió d'origen de les unitats, almenys en els inicis. Molts d'ells eren prínceps de les famílies de l'alta Macedònia: per posar un exemple, Periques, fill d'Orontes, manava el taxis d'Orestide i pertanyia en realitat a la casa reial d'aquesta regió. Comptava també amb prodromoi.

## Infanteria

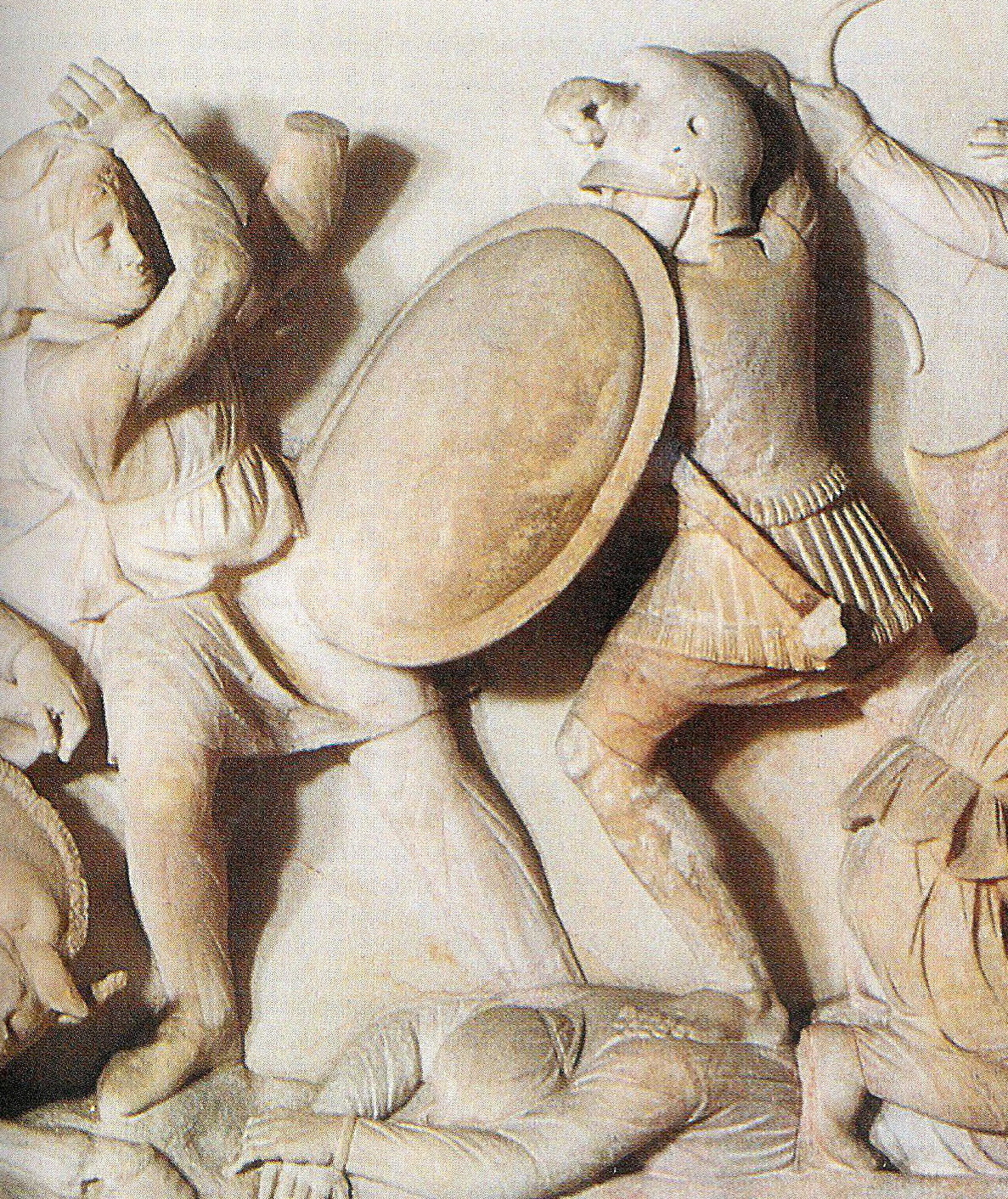
Pezhetairos combatent en la Batalla d'Issos (detall del Sarcòfag de Sidó).

L'origen de la infanteria de línia hoplítica pot remuntar-se al regnat d'Arquelau: abans d'ell, l'única infanteria pesant de la qual disposava el Regne de Macedònia li era subministrada per les ciutats gregues aliades.
No obstant això, el seu veritable creador va ser Filip II, considerat l'inventor de la falange macedònia: una infanteria pesant particularment eficaç, alliberada d'una part del seu armament defensiu: l'escut va ser reduït en un terç, la cuirassa abandonada, en profit d'una pica més llarga (5,5m), la sarissa, i d'una velocitat de càrrega incrementada.
Encara que Filip va ser inspirat així mateix per la reforma militar de Tebes (on va passar part de la seva vida com a ostatge) promoguda per Epaminondes.
Aquesta reforma militar va tenir també conseqüències polítiques considerables: permetia integrar una quantitat bastant major de macedonis en la defensa del regne i en la seva vida política. Al final del regnat de Filip, el nombre de macedonis mobilitzables en la infanteria pesant, reclutada sobre una base territorial, s'estimava en 30.000.
L'exèrcit de Filip constava d'un nucli d'infants professionals, els pezhetairoi (companys del carrer), que constituïen la guàrdia reial, i una lleva territorial.
L'exèrcit d'Alexandre constava de 24.000 infants repartits en 12 taxeis de falangites, d'uns 1.500 homes, i 3 quiliarquies de 1.000 hipaspistes. Cal afegir un nombre indeterminat d'arquers i d'altres falangites lleugers. Alexandre va estendre la denominació de pezhetairoi al conjunt de falangites, la qual cosa explica la lleialtat que aquests últims van dedicar a la seva persona, i després de la seva mort, als seus descendents directes.